# Into the Jaws of Death

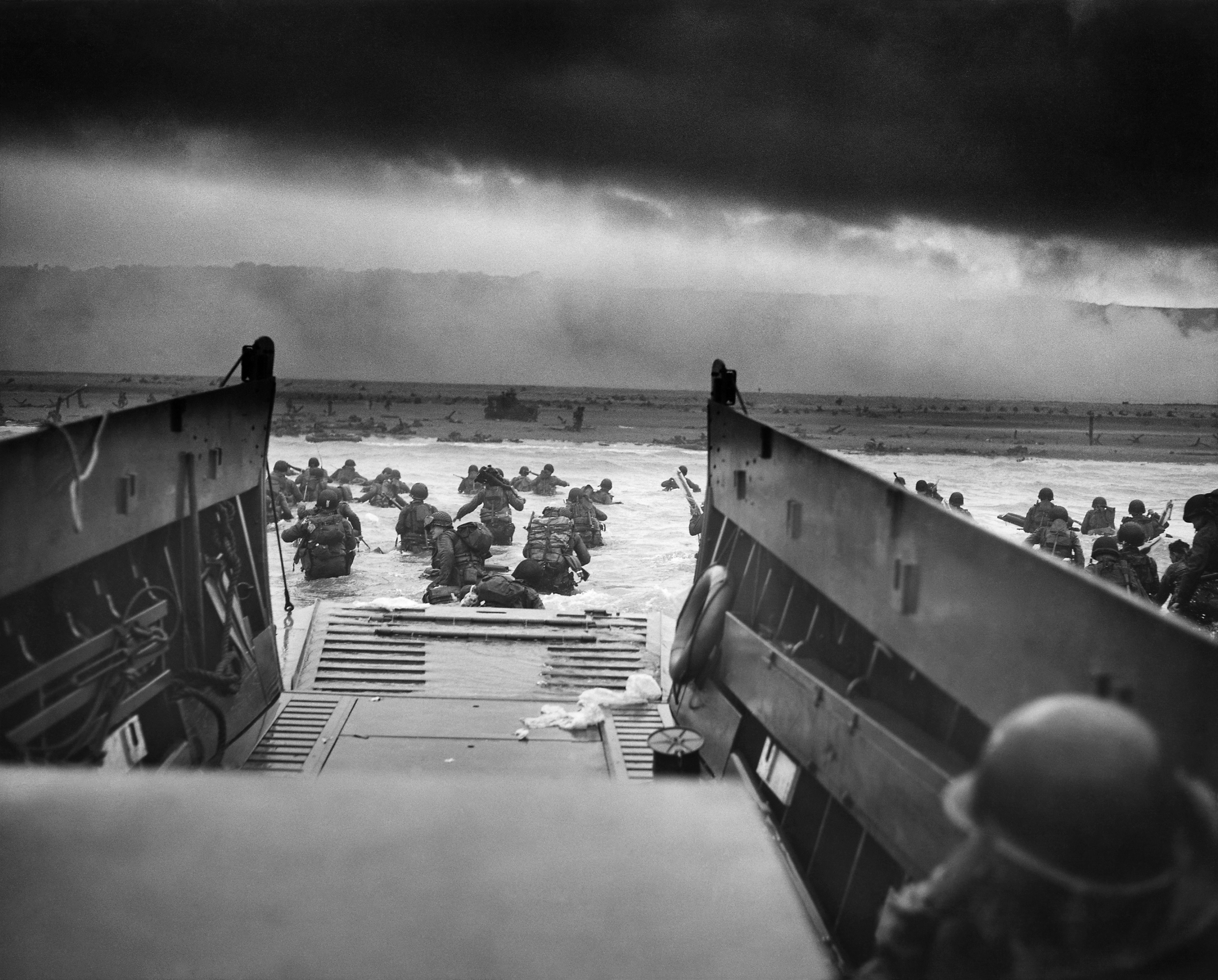
Taxis to Hell – and Back – Into the Jaws of Death, von Robert F. Sargent, CPhoM, USCG. Originalbeschreibung: „Amerikanische Invasoren springen von der Rampe eines Landungsbootes der Küstenwache, um die letzten gefährlichen Meter zum Strand der Normandie zu waten. Feindfeuer wird einige von ihnen niederstrecken. Ihr „Taxi“ wird sich vom Strand zurückziehen und zu den Truppentransportern der Küstenwache zurückrasen, um weitere Passagiere zu holen.“

Taxis to Hell – and Back – Into the Jaws of Death (engl. „Taxis in die Hölle – und zurück – in den Rachen des Todes“) ist ein historisches Foto, das der US Coast Guard-Fotograf Robert F. Sargent am D-Day, dem 6. Juni 1944 aufnahm. Es entstand am US-Landungsabschnitt Omaha Beach in der Normandie und zeigt Soldaten der 1. US-Infanteriedivision beim Verlassen eines Landungsbootes (LCVP) der Küstenwache, um den Strand zu erstürmen.
Der Titel Into the Jaws of Death ist ein Zitat aus dem Refrain in Alfred Tennysons Gedicht The Charge of the Light Brigade (Der Angriff der Leichten Brigade), das sich auf ein Ereignis während der Schlacht von Balaklawa bezieht. Die Szene wurde 1998 im Hollywoodfilm Der Soldat James Ryan filmisch zitiert.